# Stanley Cup 1982
La finale della Stanley Cup 1982 è stata una serie al meglio delle sette gare che ha determinato il campione della National Hockey League per la stagione 1981-82. Al termine dei playoff i New York Islanders, campioni della Prince of Wales Conference, si sfidarono contro i Vancouver Canucks, campioni nella Clarence S. Campbell Conference. Gli Islanders nella serie finale di Stanley Cup usufruirono del fattore campo in virtù del maggior numero di punti ottenuti nella stagione regolare, 118 punti contro i 77 dei Canucks. La serie iniziò l'8 maggio e finì il 16 maggio con la conquista della Stanley Cup da parte degli Islanders per 4 a 0.
Grazie al successo finale gli Islanders furono l'ultima franchigia capace di vincere tre Stanley Cup consecutive, traguardo raggiunto per la prima volta da una formazione statunitense. Per Vancouver si trattò invece della prima apparizione assoluta in finale dopo l'ingresso nella NHL avvenuto nel 1970. Era dal 1926 che una squadra proveniente dal Canada occidentale non giungeva in finale di Stanley Cup; l'ultima sfida fu infatti quella fra campioni della NHL dei Montreal Maroons e i Victoria Cougars, vincitori dell'altra lega professionistica allora esistente, la Western Canada Hockey League. Nella storia delle finali NHL si stabilì inoltre il record di punti di distacco fra le due finaliste, ben 41 fra i 118 degli Islanders e i 77 dei Canucks.
Al termine della serie l'attaccante canadese Mike Bossy fu premiato con il Conn Smythe Trophy, trofeo assegnato al miglior giocatore dei playoff.

## Contendenti

### New York Islanders
I New York Islanders conclusero la stagione regolare al primo posto nella Patrick Division con 118 punti. Al primo turno superarono per 3-2 i Pittsburgh Penguins, mentre in finale di Division sconfissero nel derby cittadino i New York Rangers per 4-2. Nella finale della Conference affrontarono i vincitori della Adams Division dei Quebec Nordiques e li superarono per 4-0.

### Vancouver Cancuks
I Vancouver Cancuks conclusero la stagione regolare in seconda posizione nella Smythe Division con 77 punti. Al primo turno sconfissero i Calgary Flames per 3-0, mentre in finale di Division superarono per 4-1 i Los Angeles Kings. In finale di Conference sconfissero per 4-1 i campioni della Norris Division, i Chicago Blackhawks.

## Serie

### Gara 1
| Uniondale 8 maggio 1982 | Vancouver Canucks | 5 – 6 (d.t.s.) (2-3; 2-1; 1-1) referto                      | New York Islanders | Nassau Coliseum (15.230 spett.) |
| \| \| \| \| \| Gradin 01:29, 17:40 Smyl 25:06 Boldirev 29:27 Nill 53:06 \| Marcatori \| 11:35 Gillies 15:52, 55:14, 79:58 Bossy 19:51, 23:15 Potvin \| |                   |                                                             |                    |                                 |
| |                   |                                                             |                    |                                 |
| Gradin 01:29, 17:40 Smyl 25:06 Boldirev 29:27 Nill 53:06                                                                                               | Marcatori         | 11:35 Gillies 15:52, 55:14, 79:58 Bossy 19:51, 23:15 Potvin |                    |                                 |

### Gara 2
| Uniondale 11 maggio 1982 | Vancouver Canucks | 4 – 6 (0-1; 3-1; 1-4) referto                                                       | New York Islanders | Nassau Coliseum (15.230 spett.) |
| \| \| \| \| \| Gradin 28:28 Boldirev 33:12 Lindgren 39:42 Minor 42:27 \| Marcatori \| 15:55 Carroll 37:06 Bossy 40:32 Bourne 41:19 D. Sutter 47:18 Trottier 54:10 Nystrom \| |                   |                                                                                     |                    |                                 |
| |                   |                                                                                     |                    |                                 |
| Gradin 28:28 Boldirev 33:12 Lindgren 39:42 Minor 42:27 | Marcatori         | 15:55 Carroll 37:06 Bossy 40:32 Bourne 41:19 D. Sutter 47:18 Trottier 54:10 Nystrom |                    |                                 |

### Gara 3
| Vancouver 13 maggio 1982                                                  | New York Islanders | 3 – 0 (0-0; 2-0; 1-0) referto | Vancouver Canucks | Pacific Coliseum (16.413 spett.) |
| \| \| \| \| \| Gillies 22:56 Bossy 32:30 Nystrom 58:40 \| Marcatori \| \| |                    |                               |                   |                                  |
|                                                                           |                    |                               |                   |                                  |
| Gillies 22:56 Bossy 32:30 Nystrom 58:40                                   | Marcatori          |                               |                   |                                  |

### Gara 4
| Vancouver 16 maggio 1982                                                     | New York Islanders | 3 – 1 (1-1; 2-0; 0-0) referto | Vancouver Canucks | Pacific Coliseum (16.413 spett.) |
| \| \| \| \| \| Goring 11:38 Bossy 25:00, 28:00 \| Marcatori \| 18:09 Smyl \| |                    |                               |                   |                                  |
|                                                                              |                    |                               |                   |                                  |
| Goring 11:38 Bossy 25:00, 28:00                                              | Marcatori          | 18:09 Smyl                    |                   |                                  |

## Roster dei vincitori
| Vincitori della Stanley Cup 1982 New York Islanders | Portieri: Roland Melanson, Billy Smith Difensori: Mike McEwen, Tomas Jonsson, Denis Potvin (C), Ken Morrow, Stefan Persson, Gord Lane, Dave Langevin Attaccanti: Clark Gillies, Wayne Merrick, Duane Sutter, Bob Bourne, Greg Gilbert, Bryan Trottier, Brent Sutter, Mike Bossy, Bob Nystrom, Billy Carroll, John Tonelli, Anders Kallur, Hector Marini, Butch Goring Staff Tecnico: Al Arbour (Allenatore), Lorne Henning (Ass. allenatore) |